# Ambalema
Ambalema là một khu tự quản thuộc tỉnh Tolima, Colombia. Thủ phủ của khu tự quản Ambalema đóng tại Ambalema Khu tự quản Ambalema có diện tích 239 ki lô mét vuông. Đến thời điểm ngày 28 tháng 5 năm 2005, Ambalema có dân số 7277 người.